# Euthalia rayana
Euthalia rayana är en fjärilsart som beskrevs av Morishita 1968. Euthalia rayana ingår i släktet Euthalia och familjen praktfjärilar. Inga underarter finns listade i Catalogue of Life.